# MERS
MERS (odborně MERS-CoV – Middle East Respiratory Syndrome Coronavirus) je jedna z forem koronaviru. Patří do rodu Betacoronavirus podobně jako příbuzný virus SARS. Jde o nemoc přenosnou na lidi ze zvířat (původcem je egyptský netopýr, ale zdrojem přenosu na člověka je velbloud) – tedy tzv. zoonózu – a také vzájemně mezi lidmi.
Virus MERS je znám od roku 2012. Způsobuje závažné onemocnění plic a ledvin. Oproti SARS má podstatně menší úmrtnost, ale větší smrtnost a šíří se výrazně pomaleji. Blízkým virem je NeoCoV.

## Historie

Případy v čase

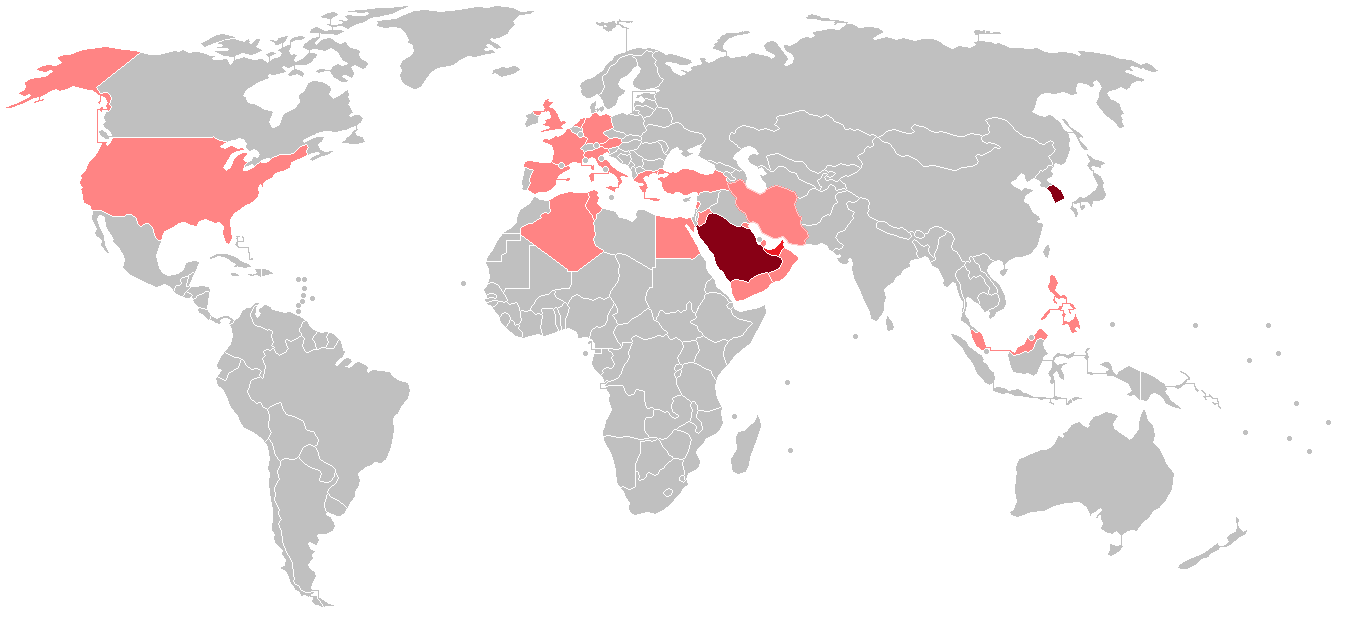
Mapa případů:
100+ potvrzených případů
50+ potvrzených případů
1+ potvrzených případů

Virus MERS byl poprvé zjištěn na podzim roku 2012 u osob, které přicestovaly z Arabského poloostrova (Saúdská Arábie, Katar); později se objevila i další ohniska (Jordánsko). Byl nazván MERS-CoV (The Middle East Respiratory Syndrome Coronavirus); před tím se předběžně označoval jako Novel coronavirus 2012 nebo hCoV-EMC (Human Coronavirus–Erasmus Medical Center). Po zavedení binominální nomenklatury druhů pro viry se nazývá Betacoronavirus cameli
Nákaza se významně rozšířila na jaře 2013, kdy počet obětí prudce vzrostl: do poloviny května se tímto virem nakazilo 30 osob, do konce května pak 49 lidí, přičemž 27 zemřelo, z toho jeden Evropan. V Česku nebyl v tomto roce zaznamenán žádný výskyt viru.
Další vlna nákazy se objevila na jaře 2014, kdy bylo nahlášeno první úmrtí i v Íránu. Současně bylo oznámeno, že na nákazu koronavirem MERS zemřelo již 187 pacientů. Nedlouho poté Saúdská Arábie upřesnila, že původní údaje o počtu osob zemřelých na tento koronavirus byly podhodnocené, a že ve skutečnosti zemřelo 282 lidí (vědci již dříve kritizovali saúdské ministerstvo zdravotnictví za neochotu spolupracovat se speciálními laboratořemi ve světě).
Do května 2015 se celosvětově virem infikovalo přes 1 250 lidí a zemřelo jich přes 450.

Počet nakažených a nemocných v Jižní Koreji v roce 2015

### Rok 2015
V květnu 2015 se nákaza rozšířila do Jižní Koreje, kam byla přivlečená ze zemí Blízkého východu. K 15. červnu bylo zaznamenáno přes 150 infikovaných a na nemoc zemřelo 19 osob.
První případ podezření na MERS na Slovensku byl oznámen 13. června a 16. června byl v pražské Nemocnici Na Bulovce hospitalizován první český pacient s podezřením na tuto nemoc. Obě tato podezření se ale následně nepotvrdila.

### Současnost
K lednu 2020 bylo hlášeno asi 2 500 případů MERS.
Zhruba 35 % z těch, kteří mají diagnostikovanou chorobu, na ni zemře. V roce 2024 byla testována první vakcína proti viru.

## Průběh onemocnění
Nemoc je v počátečních fázích obtížně diagnostikovatelná, neboť začíná běžnými příznaky nachlazení a teplotami kolem 38 °C. Pokračuje však závažným onemocněním plic podobně jako u příbuzného viru SARS; oproti němu však způsobuje i akutní selhání ledvin.
Smrtnost je vysoká – dosahuje 34 %, ale díky nediagnostikovaným případům může být menší. Proti nemoci zatím neexistuje žádný lék (antibiotika na viry nepůsobí a odpovídající specifická antivirotika nebyla ještě vyvinuta).
Podle Světové zdravotnické organizace se virus MERS může přenášet přímým kontaktem mezi postiženými osobami. V roce 2014 bylo potvrzeno, že se virus šíří na lidi z velbloudů.